# Ulagam Sutrum Valiban
Ulagam Sutrum Valiban – indyjski film z 1973, w języku tamilskim, w reżyserii M.G. Ramachandrana. Na jego podstawie zrealizowano filmy w hindi (Rangeen Duniya, 1975) i telugu (Logam Suttina Veerudu).

## Obsada
Źródła:
- M.G. Ramachandran – Murugan/Raju
- S.A. Ashokan – prof. Bhairavan
- Latha
- Manjula
- R.S. Manohar
- Nagesh
- M.N. Nambiyar

## Piosenki filmowe
1. „Lilly Malarukku”
2. „Bansaayee”
3. „Nilavu Oru”
4. „Oh My Darling”
5. „Pachchaikili”
6. „Ulagam Ulagam”
7. „Sirithu Vaazhavendum”
8. „Aval Oru Navarasa”
9. „Vetriyai Naalai”
10. „Thangath Thoniyile”

Twórcami ich tekstów byli Vaali, Kannadasan i Pulamaipithan. Swoich głosów w playbacku użyczyli, między innymi, T.M. Soundararajan, L.R. Eswari, K.J. Yesudas i S.P. Balasubramaniam.

## Odbiór i popularność
Odniósł ogromny sukces komercyjny. W kilkudziesięciu kinach i teatrach wyświetlany był nieprzerwanie przeszło sto dni (znalazły się wśród nich również kina malezyjskie i singapurskie). W ciągu pierwszych sześciu miesięcy od premiery jego seanse w 40 teatrach przyniosły zyski, od których zapłacono ok. 13,5 miliona INR podatku. Był pierwszym filmem z południa Indii, który wygenerował tak znaczny dochód. Emitowany również współcześnie; piosenki z niego pochodzące bywają wykorzystywane w kampaniach wyborczych AIADMK.

## Zdjęcia
Zdjęcia do filmu realizowane były w japońskiej Osace.